# Lorraine O’Grady
Pour les articles homonymes, voir O’Grady.
Lorraine O’Grady, née le 21 septembre 1934 à Boston (Massachusetts) et morte le 13 décembre 2024 à New York (État de New York), est une artiste, écrivaine, traductrice et critique musicale américaine féministe.
Travaillant dans le domaine de l'art conceptuel et de la performance qui intègre l'installation photo et vidéo, elle explore la construction culturelle de l'identité, et en particulier celle de la subjectivité féminine noire, telle qu'elle est façonnée par l'expérience de la diaspora africaine et de l'hybridité.

## Biographie
Originaire du Massachusetts, Lorraine O’Grady est la fille de parents jamaïcains qui participent à la fondation de St Cyprian, la première église épiscopale antillaise de Boston. La petite fille est déjà attirée par la forme et l'esthétique de la « haute église » de St John’s of Roxbury Crossing, située à proximité, et se souvient : « J'ai été formée de manière permanente par l'esthétique de cette expérience, par les rituels, qui sont une version plus majestueuse et élégante du catholicisme romain. J'ai eu la foi jusqu'au milieu de la vingtaine, jusqu'à la mort de ma sœur Devonia, puis j'ai cessé de croire »,. 
En 1955, Lorraine O’Grady est diplômée du Wellesley College, avant d'intégrer le Writers’ Workshop de l'Université de l'Iowa, dont elle obtient une maîtrise en fiction. Elle démarre véritablement une carrière artistique à l'âge de quarante-cinq ans dans les années 1980,,. Avant de devenir artiste, elle travaille comme analyste de renseignements pour le Department of Labor and State à Washington, comme traductrice professionnelle et comme critique de rock. 
Elle donne également un cours sur Charles Baudelaire et Arthur Rimbaud à la School of Visual Arts à New York, pour rendre service à un ami. Cette expérience marque son expérience dans le monde de l'art. Elle réalise alors son premier corpus d’œuvres, Cutting Out the New York Times, une série de collages à base de journaux découpés, en 1977. 
Lorraine O’Grady vit et travaille dans le Meatpacking District de New York.

## Carrière artistique

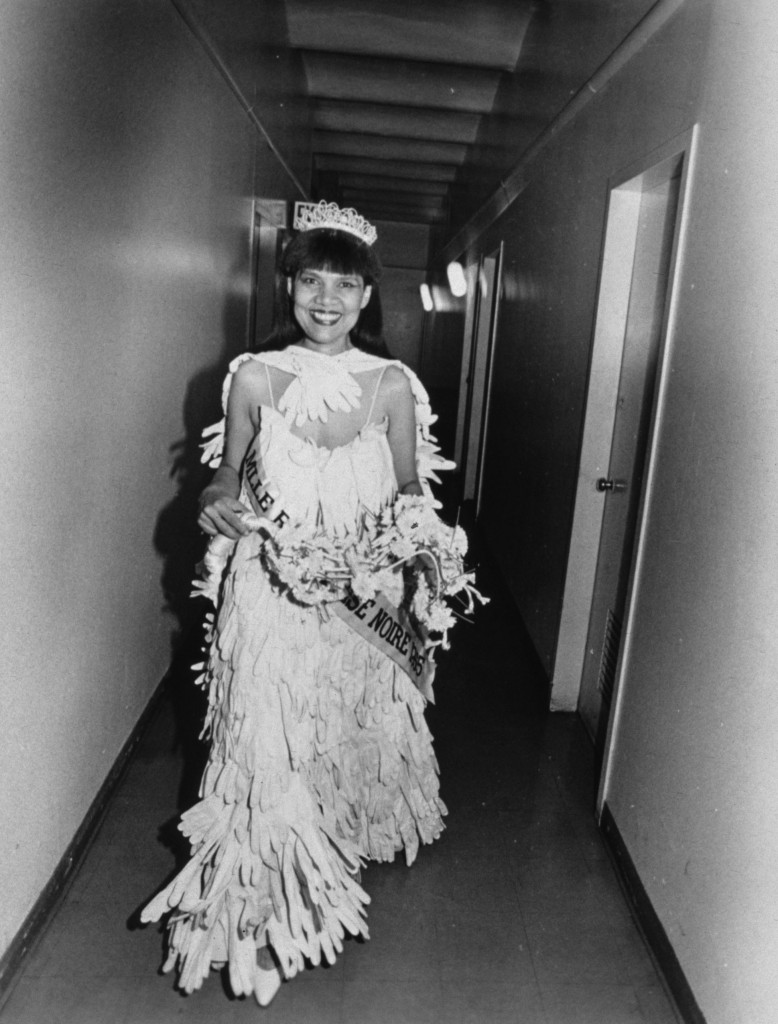
Performance de ', au New Museum of Contemporary Art, 1981.

### MlleBourgeoise Noire
Au début des années 1980, Lorraine O’Grady crée le personnage de Mlle Bourgeoise Noire, qui envahit les vernissages vêtue d'une blouse et d'une cape confectionnées à partir de cent quatre-vingt paires de gants blancs. Ce personnage a pour habitude d'offrir tout d'abord des fleurs, puis se frappe elle-même avec un fouet blanc clouté, qu'elle appelle souvent « le fouet qui a fait bouger les plantations ».
Tout en pratiquant ce rituel, elle cite des poèmes de protestation contre la ségrégation raciale dans le monde de l'art qui exclut les Noirs du monde de l'art traditionnel, et qu'elle considère comme ne regardant pas au-delà d'un petit cercle d'amis. Sa première performance en tant que Mlle Bourgeoise Noire a eu lieu en 1980 à la galerie Just Above Midtown de Linda Goode Bryant à Tribeca. 
L'artiste attribue également à Mlle Bourgeoise Noire, le mérite d'avoir organisé des expositions, telles que The Black and White Show en 1983 à Kenkeleba House, une galerie gérée par des Noirs et située dans l'East Village de Manhattan. Le concept de cet événement est de montrer les œuvres de trente artistes noirs aux côtés de trente artistes blancs.  
La même année, elle chorégraphie une dernière performance participative en tant que Mlle Bourgeoise Noire, intitulée Art Is…, qui consiste en la confection d'un char de parade qu'elle présente lors de la parade annuelle de l'African American Day à Harlem.

### Art Is…
Art Is… est la performance et le succès artistique le plus célèbre de Lorraine O’Grady. Le char est conduit sur Adam Clayton Powell Boulevard par l'artiste, accompagnée d'une troupe de quinze artistes afro-américains et latinos, habillés tout en blanc, et marchant autour du char en portant des cadres dorés vides. Lorraine O’Grady engage également quinze jeunes artistes noirs qui marchent et dansent à ses côtés, portant des cadres dorés plus petits qu'ils brandissent devant les membres de la foule. La performance encourage non seulement les spectateurs, principalement des personnes de couleur, à se considérer comme des artistes, mais attire également l'attention sur le racisme dans le monde de l'art. 
À partir de 1991, Lorraine O’Grady ajoute des installations photographiques à son travail conceptuel et en 2007, elle réalise sa première installation vidéo lors d'une résidence à Artpace à San Antonio, au Texas. 
Imprimées pour la première fois plus de trois décennies plus tard, les photographies de Lorraine O’Grady tirées de la performance perpétuent son héritage en interrogeant les questions de représentation, en célébrant la négritude et en revendiquant l'art d'avant-garde comme un médium noir,.  
De 2015 à 2016, les photographies de l'évènement Art Is… sont présentées au Studio Museum in Harlem, où la conservatrice adjointe Amanda Hunt déclare que cette performance artistique affirme : « la volonté des résidents de Harlem de se voir comme des œuvres d'art ». En 2016, l'artiste déclare à propos de son art : « Je pense que le premier but de l'art est de nous rappeler que nous sommes humains. Je suppose que la politique dans mon art pourrait être de nous rappeler que nous sommes tous humains ».  
En janvier 2020, quatre des photographies d'Art Is… sont présentées dans l'exposition d'Artpace intitulée Visibilities : Intrepid Women of Artpace,,. La série est incluse dans une exposition célébrant les artistes s'identifiant à des femmes,,.

## Expositions
Lorraine O’Grady expose son art pour la première fois à l'âge de quarante-cinq ans. Son travail fortement féministe est fortement sollicité, notamment à New York et en Europe. La première performance de Mlle Bourgeoise Noire devient le point d'entrée de l'exposition WACK ! Art and the Feminist Revolution, la première exposition muséale de ce mouvement artistique révolutionnaire,,. 
En décembre 2009, elle fait l'objet d'une exposition personnelle à l'Art Basel Miami Beach, la plus importante foire d'art contemporain aux États-Unis. Par la suite, elle est l'une des 55 artistes sélectionnés pour participer à la Biennale du Whitney en 2010. 
Ses œuvres ont fait l'objet de nombreuses expositions marquantes, notamment : This Will Have Been : Art, Love & Politics in the 1980s, Radical Presence : Black Performance in Contemporary Art ou En Mas' : Carnaval and Performance Art of the Caribbean,,. 
En 2017, Lorraine O’Grady participe à l'exposition We Wanted a Revolution : Black Radical Women 1965-1985, organisée par Catherine Morris, conservatrice principale de la famille Sackler pour le Centre Elizabeth A. Sackler pour l'art féministe, et Rujeko Hockley, ancien conservateur adjoint d'art contemporain du Brooklyn Museum,. 
Une rétrospective de l'œuvre de l'artiste, Lorraine O’Grady : Both/And, est présentée au Brooklyn Museum du 5 mars au 18 juillet 2021. Pour cette exposition, l'artiste collabore à une anthologie de ses écrits avec l'historienne et critique d'art, Aruna D'Souza,. 
En 2022 elle participe à l'exposition Picturing Black Girlhood: Moments of Possibility à L'université Rutgers-Newark dans le New Jersey, qui présente 170 œuvres de femmes et filles noires et artistes gender queer. 

## Publications

### Critiques musicales
Une première critique musicale de Lorraine O’Grady sur la soirée où Bob Marley et The Wailers réalise la première partie de Bruce Springsteen au Max's Upstairs de Manhattan, le 18 juillet 1973, est rejetée à l'époque par le rédacteur en chef du The Village Voice, qui déclare : « C'est trop tôt pour ces deux-là ». La critique est finalement publiée pour la première fois près de quarante ans plus tard dans Max's Kansas City : Art, Glamour, Rock and Roll, un livre de photos avec des textes de Lou Reed, Lenny Kaye, Danny Fields, Lorraine O’Grady et Steven Watson, publié en 2010.

### Essais et littérature
Le recueil des écrits de Lorraine O’Grady, Writing in Space, 1973-2019, est publié par Duke University Press en 2020, sous la direction d'Aruna D'Souza. Outre les articles qu'elle rédige pour le magazine Artforum et Art Lies, son essai intitulé Olympia's Maid : Reclaiming Black Female Subjectivity, est intégré à de nombreuses anthologies, dont The Feminism and Visual Culture Reader d'Amelia Jones en 2010,.
L'essai Olympia's Maid : Reclaiming Black Female Subjectivity est initialement publié en 1994 dans l'ouvrage New Feminist Criticism : Art, Identity, Action. Largement référencé dans les travaux universitaires, le texte est une critique culturelle de la représentation du corps des femmes noires et de la récupération du corps comme lieu de la subjectivité des femmes noires. 

## Distinctions
En 1995, Lorraine O’Grady est titulaire de la bourse Bunting en arts visuels au Radcliffe Institute for Advenced Study de l'université Harvard.
En 1998, elle est nommée Senior Fellow du Vera List Center for Art and Politics de la New School University. En 2009, elle reçoit le prix Anonymous Was A Woman, une bourse United States Artists Rockefeller en art visuel en 2011, le Distinguished Feminist Award de la College Art Association en 2014 et un Creative Capital Award en art visuel en 2015,,.
En 2017, Lorraine O’Grady reçoit le Wellesley College Alumnae Achievement Award, la plus haute distinction accordée aux anciens élèves du Wellesley College.

## Collections
Les œuvres de Lorraine O’Grady font partie des collections permanentes du Museum of Modern Art, de l'Art Institute of Chicago, du Brooklyn Museum, du Davis Museum and Cultural Center, du Fogg Museum at Harvard, du Los Angeles County Museum of Art, du Rose Art Museum, du Studio Museum in Harlem, du Wadsworth Atheneum, du Walker Art Center, du Worcester Art Museum et du Pérez Art Museum Miami,,,,,,,,. 

## Reconnaissance
En 2016, Lorraine O’Grady est le sujet de la vidéo Marrow de la musicienne Anohni, issue de l'album Hopelessness. 
Les compositions vidéo de la performance Art is… est citée lors de l'élection présidentielle américaine de 2020 pour la campagne de Joe Biden. Dans un article d'Alex Greenberger, il soutient que l'artiste a été une inspiration clé pour une vidéo de présentation de Joe Biden et Kamala Harris, dans laquelle des personnes de différentes races tiennent des cadres photos vides.